# Winamax
Winamax ist ein französischer Anbieter von Onlinepoker und Sportwetten mit Sitz in Paris.

## Geschichte
Das Unternehmen Winamax.com LTD wurde 1999 gegründet. Es entwickelte und vertrieb zunächst ein Fußballmanager-Spiel. Im Jahr 2000 investierten Privatinvestoren, u. a. der französisch-schweizerische Unternehmer Robert Louis-Dreyfus, zwei Millionen US-Dollar in das Unternehmen, um seine internationale Entwicklung zu fördern. Dreyfus übernahm 2004 gemeinsam mit Alexandre Roos und Christophe Schaming den Besitz des Unternehmens, das sich fortan auf das Anbieten von Sportwetten in Frankreich, Deutschland und England konzentrierte. Am 29. Juni 2021 bekam Winamax vom Regierungspräsidium Darmstadt die Konzession für Sportwetten ausgestellt und darf so auch nach dem neuen deutschen Glücksspielstaatsvertrag vom 1. Juli 2021 legal Sportwetten anbieten. Seit Mai 2006 bietet Winamax auch Onlinepoker an. Seit Juni 2018 ist Schaming alleiniger Eigentümer.
Winamax ist die führende Onlinepoker-Plattform in Frankreich. 2016 erzielte das Unternehmen einen Jahresumsatz von mehr als 135 Millionen Euro, 2021 lag der Umsatz bei über 590 Millionen Euro.
Winamax.com LTD wurde am 14. Dezember 2017 aufgelöst und abgewickelt. Am 23. Februar 2019 wurde die Gesellschaft aus dem Handelsregister gelöscht.
Der Nachfolger Winmax SA wurde am 25. September 2006 gegründet.

## Sponsoring

### Poker
Als Markenbotschafter fungieren professionelle Pokerspieler. Aktuell umfasst das Team Winamax die folgenden 14 Spieler:
Stand: 12. März 2022
- Gaëlle Baumann
- Patrick Bruel
- Pierre Calamusa
- Loïc Debregeas
- Guillaume Diaz
- Mustapha Kanit
- Davidi Kitai
- Romain Lewis
- Bruno Lopes
- Leo Margets
- Adrián Mateos
- François Pirault
- Álex Romero
- João Vieira

### Fußball
Bis zum Sommer 2015 war Winamax Hauptsponsor des AS Saint-Étienne. Das Unternehmen wurde 2019 Hauptsponsor des FC Granada und verlängerte den Vertrag mit dem Verein 2020 um zwei weitere Jahre. 2020 unterzeichnete Winamax einen Dreijahresvertrag als Sponsor für die Vorderseite der Auswärtstrikots und die Rückseite der Heimtrikots von Racing Straßburg. Von August 2021 bis Januar 2022 war Winamax Hauptsponsor von Girondins Bordeaux. Bei ES Troyes AC war das Unternehmen in der Saison 2022/23 Hauptsponsor.
Im August 2023 wurde nach der Unterzeichnung eines bis 2026 gültigen Vertrags Winamax als neuer Trikotsponsor des VfB Stuttgart bekanntgeben. Die Entscheidung des Klubs für den Vertragsabschluss mit einem Wettanbieter wurde kritisiert. Im Juli 2024 kündigte der VfB Stuttgart die vorzeitige Auflösung des Vertrags mit Winamax für den Sommer 2025 an. Vor dem Titelgewinn im DFB-Pokal 2024/25 verkündete der Klub, dass das Winamax-Logo bereits gegen das Logo des neuen Sponsors auf dem Trikot der Stuttgarter Mannschaft für das DFB-Pokal-Finale 2025 ausgetauscht wurde, weil dieser Schritt aus unternehmerischer Sicht notwendig sei. Im Juni 2025 reichte der VfB eine Klage gegen den Sponsor ein und begründete diesen Schritt damit, dass Winamax im Frühjahr 2025 Zahlungen an die AG des Fußballklubs eingestellt und auf zahlreiche Mahnungen keine Zahlungen geleistet habe.